# Richard Falk

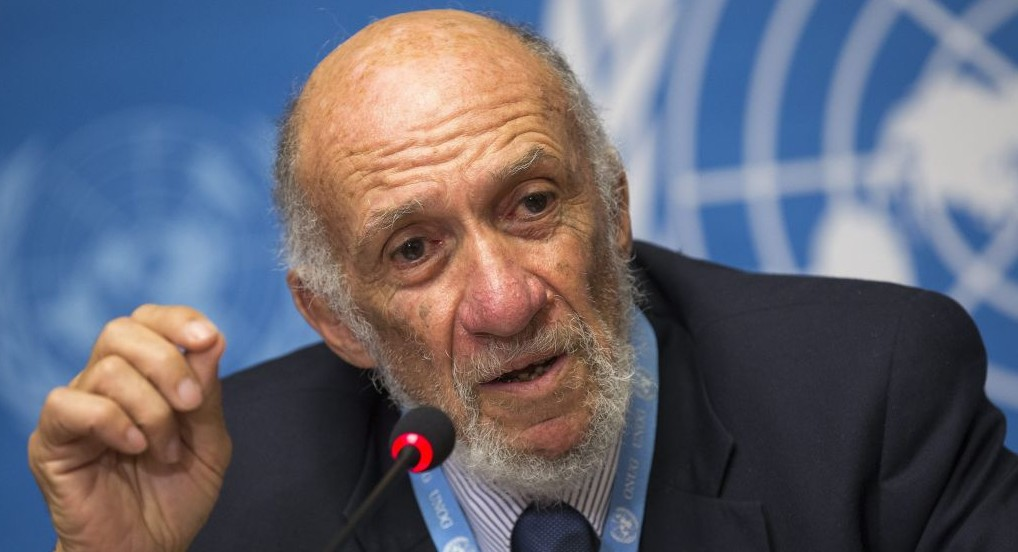

Richard Anderson Falk (13 november 1930) is een Amerikaans rechtsgeleerde en was van 2008-2014 rapporteur van de VN-Mensenrechtenraad voor de Palestijnse gebieden.
Falk studeerde economie en recht aan verschillende universiteiten en behaalde de doctorsgraad in recht 1962 op Harvard.
Sinds 1961 is hij verbonden aan Princeton, waar hij van 1965 tot 2001 hoogleraar in internationaal recht en internationale betrekkingen was.
Van 2001-2005 doceerde hij aan de Universiteit van Californië (UCSB), bij Santa Barbara (waar hij sinds 2002 woont).
In 2008 werd hij door de Mensenrechtenraad van de Verenigde Naties (UNHRC) (de opvolger van de Mensenrechtencommissie) benoemd tot speciaal rapporteur voor de "mensenrechtensituatie in de sinds 1967 bezette Palestijnse gebieden".
In deze hoedanigheid uitte hij geregeld zijn bezorgdheid over daden van Israel in de Palestijnse gebieden, met inbegrip van militaire operaties en de Gaza-blokkade, hun behandeling van Palestijnse gevangenen en de ongelijke verdeling van water en andere natuurlijke hulpbronnen. Ook deed Falk de aanbeveling zijn mandaat te verruimen om ook Palestijnse schendingen van het internationale humanitaire recht te kunnen aanvechten. Volgens hem had hij voldoende bewijs verzameld tijdens zijn rapporteurschap om de conclusie te staven dat Israel's beleid in de Palestijnse gebieden Apartheidspolitiek genoemd kon worden. Daarom veroordeelde hij deze politiek krachtig.
Falk is vice-president van de Nuclear Age Peace Foundation.

## 9/11 controverse
In 2011 eiste Susan Rice de ambassadeur van de Verenigde Staten bij de Verenigde Naties het ontslag van Falk omdat hij eerder op zijn blog twijfels had geuit over de officiële versie van de aanslagen van 9/11.

## Beschuldiging van antisemitisme
- Op 29 juni 2011 plaatste Richard Falk een bericht op zijn blog waarin hij suggereerde dat de aanklacht van Muammar Gaddafi tegen het ICC politiek gemotiveerd was.[5] Een maand later erkende Falk dat de cartoon antisemitisch was, en bood zijn verontschuldiging voor het plaatsen daarvan op zijn weblog.[6]

- Het Simon Wiesenthal Centrum plaatste Falk op de derde plaats in de top tien antisemieten van 2013.[7]

- De VN-kritische organisatie UN watch plaatste in 2014 vraagtekens bij het gedogen van antisemitisme op de weblog van Falk.[8]